# Zwergsägerochen
Der Zwergsägerochen (Pristis clavata) ist eine Art der Rochen. Die Fische leben vor der tropischen Küste Australiens im flachen Schelf und im Brackwasser.

## Merkmale

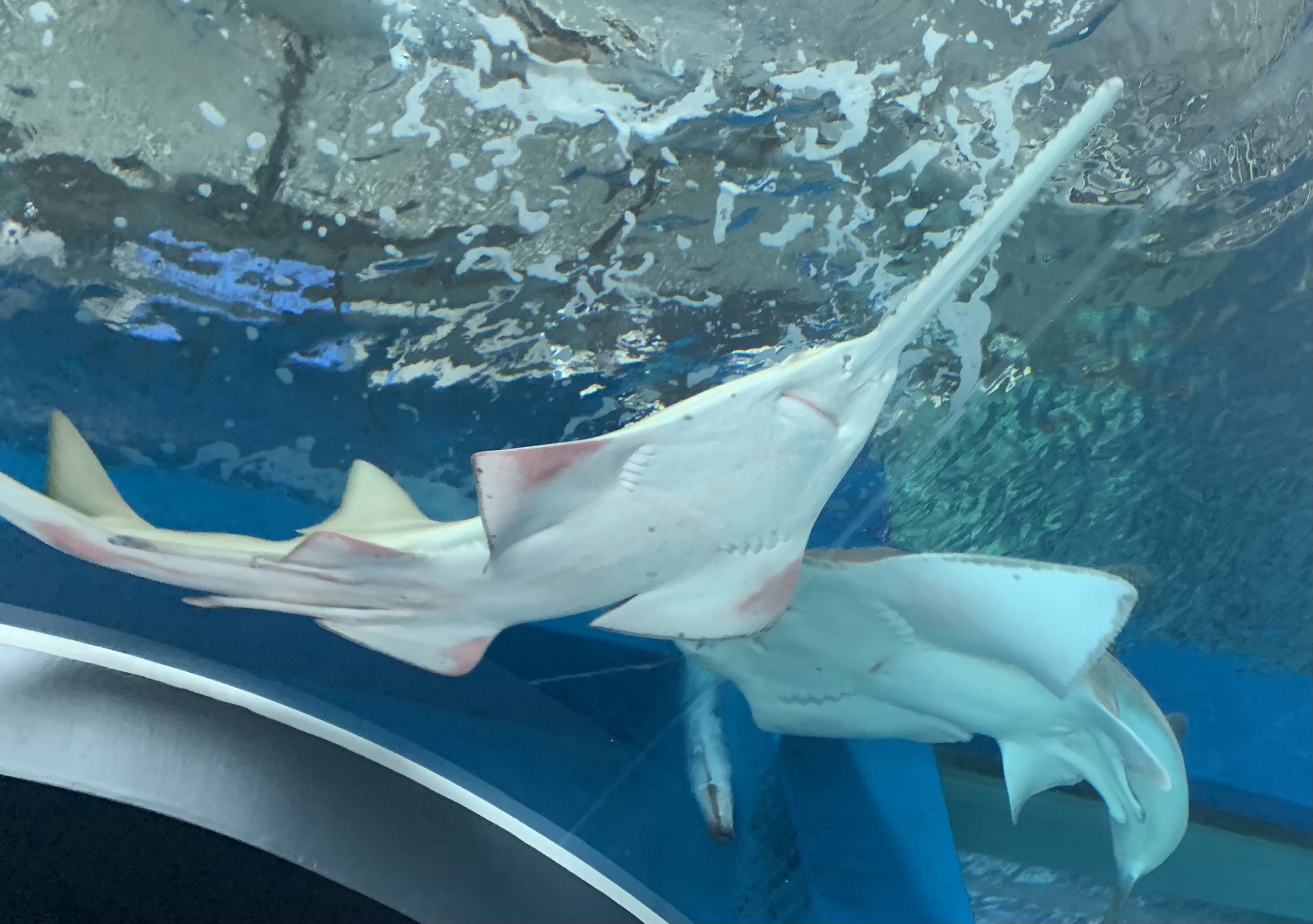
Ventrale Seite

Der Körper der Zwergsägerochen ist haiartig mit ausgeprägten Brustflossen, die Oberseite grün-braun, selten gelblich, die Unterseite ist weiß. Der Kopf ist flach mit einer schwertförmigen Schnauze von ebenmäßiger Breite und mit 18 bis 22 Paaren seitlich abstehender Zähne bewehrt. Auf der Haut trägt er wie die meisten Knorpelfische Placoidschuppen. Maximal werden Längen von 3,20 m erreicht.

## Lebensweise
Die Fische leben küstennah in Flachwasser und Schlickwatt und ernähren sich von kleineren Fischen und bodenbewohnenden wirbellosen Tieren. Für Menschen stellen sie keine Gefährdung dar. Zwergsägerochen sind ovovivipar.